# Liechtensteiner-Cup 1964-1965
La Liechtensteiner-Cup 1964-1965 è stata la 20ª edizione della coppa nazionale del Liechtenstein conclusa con la vittoria finale del FC Triesen, al suo sesto titolo.
Della competizione è noto solo il risultato della finale.

## Finale
| Triesen | FC Triesen | 4 – 3 | FC Schaan |  |